# Über Land und Meer

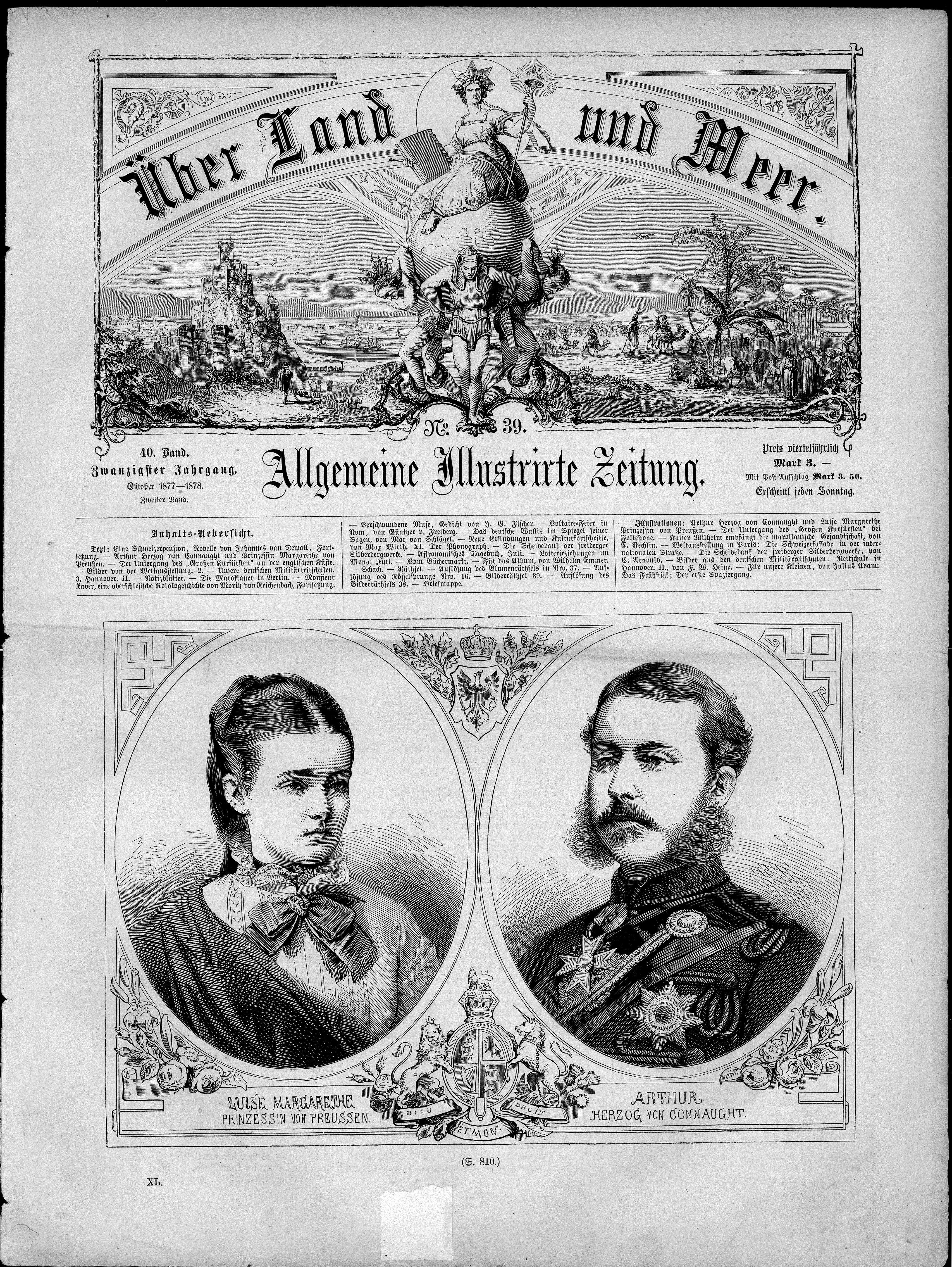
Titelblatt von Oktober 1877, Seite 805 im 20. Jahrgang

Über Land und Meer war ein illustriertes Unterhaltungsblatt, das von 1858 bis 1923 wöchentlich in Stuttgart zunächst im Folio-Format, später auch zusätzlich im Oktav-Format erschien. Das Wochenblatt trug den Untertitel Allgemeine Illustrirte Zeitung und wies damit auf das Vorbild, die erfolgreiche Illustrirte Zeitung hin.

## Beschreibung
Der Inhalt war belletristisch und humoristisch und sollte unterhalten, aber auch belehren. Besonders wichtig war jedoch die Verknüpfung mit vielen Bildern. Im „Prospect“ der ersten Ausgabe heißt es denn auch: „Den doppelten Anforderungen unserer Zeit zu genügen, was ist und was geschieht in lebendigen Bildern durch Feder und Stift zu vergegenwärtigen – das ist’s, was sich unser Journal zur Aufgabe gestellt.“
Berühmt waren die schwierigen Rebusse.
Das Wochenblatt wurde von dem erfolgreichen Autor Friedrich Wilhelm Hackländer als Herausgeber und dem Stuttgarter Verleger und Buchhändler Eduard Hallberger gegründet. Seit 1881 erschien die Zeitschrift bei der Deutschen Verlagsanstalt, die aus Hallbergers Verlag hervorging.
In Über Land und Meer ging die Deutsche Illustrirte Zeitung 1888 auf. Ab 1873 brachten Hallberger und Hackländer die Schwesterzeitschrift „Deutsche Romanbibliothek“ heraus, die sich auf den Abdruck von Romanen spezialisierte. Ab November 1876 erschien das wöchentliche Beiblatt „Neueste Modeblätter“ unter der Redaktion von Johanna von Sydow, das im Oktober 1877 mit der auflagestarken Modezeitschrift „Der Bazar“ vereinigt wurde.
Zu den Autoren zählten unter anderen Berthold Auerbach, Theodor Fontane, Friedrich Gerstäcker, Karl Gutzkow, Paul Heyse, Karl May, Wilhelm Raabe und Charles Lallemand.
Zu den zahlreichen Illustratoren gehörten Wilhelm Busch, Otto Clemens Fikentscher, Theodor Hosemann, Kaspar Kögler, Herbert König und Franz Poledne.

## Herausgeber
Der erste Herausgeber von „Über Land und Meer“ war Friedrich Wilhelm Hackländer, der diese Funktion seit der Gründung der Zeitschrift 1858 bis zu seinem Tod 1877 innehatte. Danach unterblieb die Angabe des Herausgebers in der gedruckten Zeitschrift. Von 1889 bis 1892 war Joseph Kürschner Herausgeber, von 1913 bis 1916 Rudolf Presber.

## Redakteure
In dem ersten Vierteljahrhundert lag die Redaktionsleitung in den Händen von Edmund Zoller, Eduard Hallberger und Carl Hallberger. Ihnen folgten weitere neun Redakteure bis zur Einstellung der Zeitschrift 1923.
| von  | bis  | Redakteur            |
| ---- | ---- | -------------------- |
| 1858 | 1867 | Edmund Zoller        |
| 1867 | 1880 | Eduard Hallberger    |
| 1880 | 1880 | Carl Hallberger      |
| 1880 | 1885 | Edmund Zoller        |
| 1885 | 1893 | Otto Baisch          |
| 1885 | 1889 | Hugo Rosenthal-Bonin |
| 1889 | 1892 | Joseph Kürschner     |
| 1892 | 1892 | Wilhelm Wetter       |
| 1892 | 1895 | Wilhelm Lauser       |
| 1895 | 1904 | Ernst Schubert       |
| 1904 | 1909 | Carl Anton Piper     |
| 1909 | 1914 | Rudolf Presber       |
| 1914 | 1923 | Rolf Lauckner        |

## Spiele
Der Berliner Verlag Adolf Sala gab um die Jahrhundertwende ein Brettspiel und ein Lottospiel mit dem Namen „Über Land und Meer“ heraus:
- Über Land und Meer. Lehrreiches Gesellschaftsspiel für Jung und Alt, Brettspiel, 1880–1900, siehe Abbildungen.
- Über Land und Meer. Geographisches Lotto, um 1920.

| - Verpackung des Brettspiels - Spielkarte Europa - Spielkarte Afrika - Spielkarte Ozeanien |

| - Spielanleitung Teil I - Spielanleitung Teil II | - Packungsinhalt - Packungsinhalt: Flaggen - Packungsinhalt: Spielmarken |